# Pobieraczek.pl
Pobieraczek.pl – polska strona internetowa, istniejąca w latach 2008–2012, oferująca pobieranie filmów, gier, muzyki i erotyki. Na firmę były kilkukrotnie nakładane kary przez UOKiK za nieuczciwe praktyki, firma przegrała też w sądzie cywilną sprawę zbiorową wytoczoną przez byłych klientów serwisu.

## Historia
Pobieraczek.pl został założony przez firmę Eller Service. W 2009 roku do jego użytkowników zaczęły napływać groźby skierowania sprawy nieopłacenia abonamentu na drogę sądową. Zdaniem internautów w regulaminie znajdowały się „ukryte” zapisy o konieczności wniesienia opłat po 10-dniowym okresie próbnym. Co więcej, użytkownicy, którzy do tego czasu nie usunęli konta, automatycznie zobowiązani byli do wniesienia opłaty.
Sprawę zbadała prokuratura, ale śledztwo zostało umorzone. W ciągu 9 miesięcy od uruchomienia strony wpłynęło ponad 30 tys. skarg, w efekcie czego spółką kierującą portalem zajął się Urząd Ochrony Konkurencji i Konsumentów. Została ona ukarana kwotą 239 tys. zł, jednak nie zaprzestała działalności.
W maju 2010 roku właściciel serwisu, firma Eller Service S.C. Rafał Peisert, Iwona Kwiatkowska, otrzymał Złoty Certyfikat Rzetelności w ramach programu Rzetelnej Firmy.
W 2012 roku UOKiK ponownie nałożył karę – 215 tysięcy złotych.
6 grudnia 2012 roku firma Eller Service ogłosiła zakończenie działalności serwisu. Byli właściciele firmy założyli serwis podobny do „Pobieraczka” – „Plikostradę”, który prowadzi spółka Smart Tech Connect Ltd. z siedzibą w Dubaju, na serwerach znajdujących poza granicami Unii Europejskiej. „Plikostrada” stosuje podobną strategię działania co „Pobieraczek”, jednak ze względu na fakt prowadzenia działalności poza UE, zdaniem twórców serwisu, formalnie nie podlega on jurysdykcji polskich sądów cywilnych.
26 marca 2018 roku Sąd Okręgowy w Gdańsku (XV Wydział Cywilny), po rozpoznaniu w dniu 12 marca 2018 roku sprawy z powództwa zbiorowego przeciwko właścicielom Eller Service, ustalił, „iż nieważne są umowy o świadczenie usługi Usenet” ze wszystkimi osobami, które przystąpiły do pozwu zbiorowego. Wszystkim osobom, które przystąpiły do pozwu zbiorowego, a wcześniej zapłaciły firmie Eller Service nienależne pieniądze, zasądzono „solidarnie od pozwanych na rzecz każdej z ww. osób kwotę po 94,80 zł (dziewięćdziesiąt cztery złote i 80/100) tytułem zwrotu świadczenia nienależnego”.